# 鳥越新一
鳥越 新一（とりごえ しんいち、1894年（明治27年）4月6日 - 1972年（昭和47年）11月8日）は、日本の海軍軍人。最終階級は海軍少将。位階勲等は正五位勲二等。

## 経歴
鹿児島県出身。1915年（大正4年）12月、海軍兵学校第43期を卒業し、1916年（大正5年）12月に海軍少尉に任官した。「吾妻」「金剛」「柿」各乗組などを経て、1921年（大正10年）12月、海軍大尉に進級し海軍大学校航海学生となった。1922年（大正11年）12月、「松江」航海長に就任し、「千早」航海長兼分隊長、第2艦隊参謀兼副官、「長鯨」「夕張」各航海長兼分隊長などを歴任した。1927年（昭和2年）12月、海軍少佐に進級し、「利根」「名取」各航海長兼分隊長や博義王附武官、「春日」航海長兼分隊長教官・「富士」教官、軍令部参謀などを歴任した。1932年（昭和7年）12月、海軍中佐に進級し、軍令部部員、鎮海要港部参謀、海軍省軍務局局員などを務めた。
1937年（昭和12年）12月1日、海軍大佐進級と同時に「知床」特務艦長に着任した。1938年（昭和13年）6月に在シャム公使館附武官に任ぜられ、1941年（昭和16年）1月から「タイ」国仏領インドシナ間停戦斡旋委員を務めた。同年4月に大阪地方人事部長に就任し、11月に大阪警備府参謀長に転じた。1943年（昭和18年）5月に海軍少将に進級し、8月27日に第1南遣艦隊参謀長に就任して太平洋戦争に出征した。1944年（昭和19年）5月には兼第1南遣艦隊補給長となるが、同年9月に舞鶴鎮守府参謀長兼補給長に転じ、1945年（昭和20年）7月10日に兼第1護衛艦隊参謀長となった。同年11月30日に予備役に編入されるが即日充員召集され、12月1日に舞鶴地方復員局長官に就任した。1946年（昭和21年）6月15日に召集解除となり、舞鶴地方復員局長に就任したが、1947年（昭和22年）3月25日に依願免となった。同年11月28日、公職追放仮指定を受けた。

## 年譜
- 1915年（大正4年）12月16日 - 海軍兵学校卒業、吾妻乗組[2]
- 1916年（大正5年）
  - 8月22日 - 榛名乗組[2]
  - 12月1日 - 海軍少尉[2]
- 1917年（大正6年）12月1日 - 鞍馬乗組[2]
- 1918年（大正7年）
  - 1月6日 - 石見乗組[2]
  - 11月9日 - 吾妻乗組[2]
  - 12月1日 - 海軍中尉[2]
- 1919年（大正8年）
  - 8月1日 - 金剛乗組[2]
  - 12月1日 - 海軍水雷学校普通科学生[2]
- 1920年（大正9年）
  - 5月31日 - 海軍砲術学校普通科学生[2]
  - 12月1日 - 柿乗組[2]
- 1921年（大正10年）12月1日 - 海軍大尉、海軍大学校航海学生[2]
- 1922年（大正11年）12月1日 - 松江航海長[2]
- 1924年（大正13年）
  - 1月21日 - 千早航海長兼分隊長[2]
  - 5月1日 - 臨時防備隊附[2]
  - 10月25日 - 横須賀鎮守府附[2]
  - 11月10日 - 第2艦隊参謀兼副官[2]
- 1925年（大正14年）12月1日 - 長鯨航海長兼分隊長[2]
- 1926年（大正15年）11月5日 - 夕張航海長兼分隊長[2]
- 1927年（昭和2年）12月1日 - 海軍少佐[2]
- 1928年（昭和3年）4月20日 - 利根航海長兼分隊長[2]
- 1929年（昭和4年）
  - 3月10日 - 名取航海長兼分隊長[2]
  - 11月30日 - 博義王附武官兼第28駆逐隊附[2]
- 1930年（昭和5年）12月1日 - 春日航海長兼分隊長教官・富士教官[2]
- 1931年（昭和6年）12月1日 - 軍令部参謀（2班3課兼1班2課）兼参謀本部部員[2]
- 1932年（昭和7年）
  - 11月10日 - 資源局専門委員嘱託[2]
  - 12月1日 - 海軍中佐[2]
- 1933年（昭和8年）
  - 10月1日 - 軍令部部員（2部4課兼3課・1部2課）[2]
  - 10月20日 - 免兼、鎮海要港部参謀兼鎮海湾要塞参謀兼対馬要塞参謀[2]
  - 12月1日 - 資源局専門委員嘱託解除[2]
- 1934年（昭和9年）11月15日 - 免兼、海軍省軍務局局員（2課）[2]
- 1937年（昭和12年）
  - 11月1日 - 軍令部出仕兼海軍省出仕（軍務局2課）[5]
  - 12月1日 - 海軍大佐、知床特務艦長[5]
- 1938年（昭和13年）
  - 3月10日 - 軍令部出仕[5]
  - 3月25日 - 在シャム公使館附武官[5]
- 1939年（昭和14年）6月24日 - 在タイ国公使館附武官[5]
- 1940年（昭和15年）10月19日 - 命帰朝[5]
- 1941年（昭和16年）
  - 1月25日 - 「タイ」国仏領インドシナ間停戦斡旋委員[5]
  - 2月15日 - 軍令部出仕[5]
  - 4月5日 - 大阪地方人事部長[5]
  - 11月1日 - 阪神海軍部附[5]
  - 11月20日 - 大阪警備府参謀長[5]
- 1943年（昭和18年）
  - 5月1日 - 海軍少将[5]
  - 8月13日 - 第1南遣艦隊司令部附[5]
  - 8月27日 - 第1南遣艦隊参謀長[5]
- 1944年（昭和19年）
  - 5月20日 - 兼第1南遣艦隊補給長[5]
  - 8月16日 - 軍令部出仕[5]
  - 9月25日 - 舞鶴鎮守府参謀長兼補給長[5]
- 1945年（昭和20年）
  - 7月10日 - 兼第1護衛艦隊参謀長[5]
  - 8月25日 - 免兼[5]
  - 11月30日 - 予備役、充員召集[5]
  - 12月1日 - 第2復員官、舞鶴地方復員局長官[5]
- 1946年（昭和21年）
  - 4月1日 - 第2復員事務官[5]
  - 6月15日 - 充員召集解除、舞鶴地方復員局長[5]
- 1947年（昭和22年）3月25日 - 依願免[5]